# Ruta 16 (Bolivien)
Die Ruta 16 ist eine Nationalstraße im südamerikanischen Andenstaat Bolivien.

## Streckenführung
Die Straße hat eine Länge von 1036 Kilometern und durchquert den Nordwesten Boliviens in Süd-Nord-Richtung, vom Titicacasee im Anden-Hochland bis zum Río Acre an der brasilianischen Grenze. Die Straße durchquert die Departamentos La Paz und Pando, innerhalb des Departamentos La Paz führt ein Abzweig der Ruta 16 nach San Buenaventura am Río Beni. Die Straße beginnt im Süden bei Huarina an der Fernstraße Ruta 2, verlässt nach etwa 300 Kilometern das Hochgebirge und endet im Norden in der Stadt Porvenir, wo sie auf die Fernstraße Ruta 13 trifft.
Der südliche Abschnitt der Straße ist auf den ersten einhundert Kilometern asphaltiert, der Rest der Strecke im nördlichen Tiefland besteht aus Schotter- und Erdpiste. Die Strecke Apolo - Tumupasa ist noch in Planung, ebenso die Strecke von Ixiamas über Alto Madidi nach Chivé.

## Geschichte
Die Ruta 16 ist mit Dekret 25.134 vom 31. August 1998 zum Bestandteil des bolivianischen Nationalstraßennetzes "Red Vial Fundamental" erklärt worden.

## Streckenabschnitt 1

### Departamento La Paz
- km 000: Huarina
- km 023: Achacachi
- km 059: Ancoraimes
- km 084: Puerto Carabuco
- km 098: Escoma
- km 148: Pumazani
- km 185: Charazani
- km 349: Apolo (Apolo-Tumupasa erst in Planung)
- km 457: Tumupasa
- km 518: Ixiamas (Ixiamas-Alto Madidi-Chivé erst in Planung)
- km 605: Alto Madidi

### Departamento Pando
- km 767: Chivé
- km 839: San Silvestre
- km 921: Porvenir

## Streckenabschnitt 2

### Departamento La Paz
- km 000: Tumupasa
- km 054: San Buenaventura